# 基斯·吉尔
基斯·帕特里克·吉爾（英語：Keith Patrick Gill；1989年6月8日—），美國金融分析师和投資者，因在Reddit的華爾街賭場子版發布的帖子而聞名。他對GameStop股票的分析，以及他在Reddit（以用戶名DeepFuckingValue，簡稱DFV）和在YouTube、Twitter（作為Roaring Kitty）上分享的投資成果，被認為是2021年1月遊戲驛站軋空事件的主要推動者之一，這一事件也引發了隨後的零售股票交易熱潮。在股價飆升的過程中，吉爾將他的53,000美元投資增值至近5000萬美元。(截至2021年1月28日)
吉爾的Reddit帖子以其直率和充滿詳細試算表的內容而聞名。他的用戶名"DeepFuckingValue" 源自於金融術語"deep value"，表明吉爾是一名堅定的價值投資者。經過對公共記錄和社交媒體帖子的調查，路透社於2021年1月28日公開了吉爾的真實身份。
2021年2月18日，吉爾通過視訊連線的方式參加了美國眾議院金融服務委員會的一場討論，主題是“空頭、社交媒體和零售投資者的交匯點”。在此次討論中，吉爾作證表示他從未為了個人利益誘導任何人買賣股票。

## 早年生活
吉爾為父母為Steven（史蒂文）和Elaine（伊萊恩）·吉爾，在美国麻薩諸塞州布罗克顿長大。他有一個哥哥跟一個姐姐，姊姊於2020年因COVID-19過世。2009年，他從斯通希爾學院畢業，取得商業學位，並在田賽和徑賽領域創下多項學校紀錄。2008年，吉爾被美國田徑與越野教練協會評為室內年度最佳運動員，之前他在新英格蘭錦標賽上以2分24.73秒的成績贏得1000米跑，並在那年創下個人最佳英里賽跑4分03秒的紀錄。2016年，他與妻子Caroline（卡羅琳）結婚，他們育有一個孩子。
吉爾是一位擁有特许金融分析师資格的專業人士。自2012年7月起，他成為了一名經金融業監管局（FINRA）註冊的證券經紀人，且沒有公開的監管違規記錄。截至2021年2月26日，吉爾已不再是註冊的證券經紀人；他在美國萬通保險的最後一個工作日是1月28日。根據FINRA發言人的說法，「當某人不再受僱於註冊公司時，其註冊資格將被終止。」2010年至2014年期間，他在新罕布什尔州的一家初創公司工作，為家庭朋友開發一款幫助投資者分析股票的軟體程式。他在LexShares工作至2017年3月。從2019年4月至2021年1月28日的辭職期間，吉爾在美國萬通保險工作。

## 對GameStop的持股情況

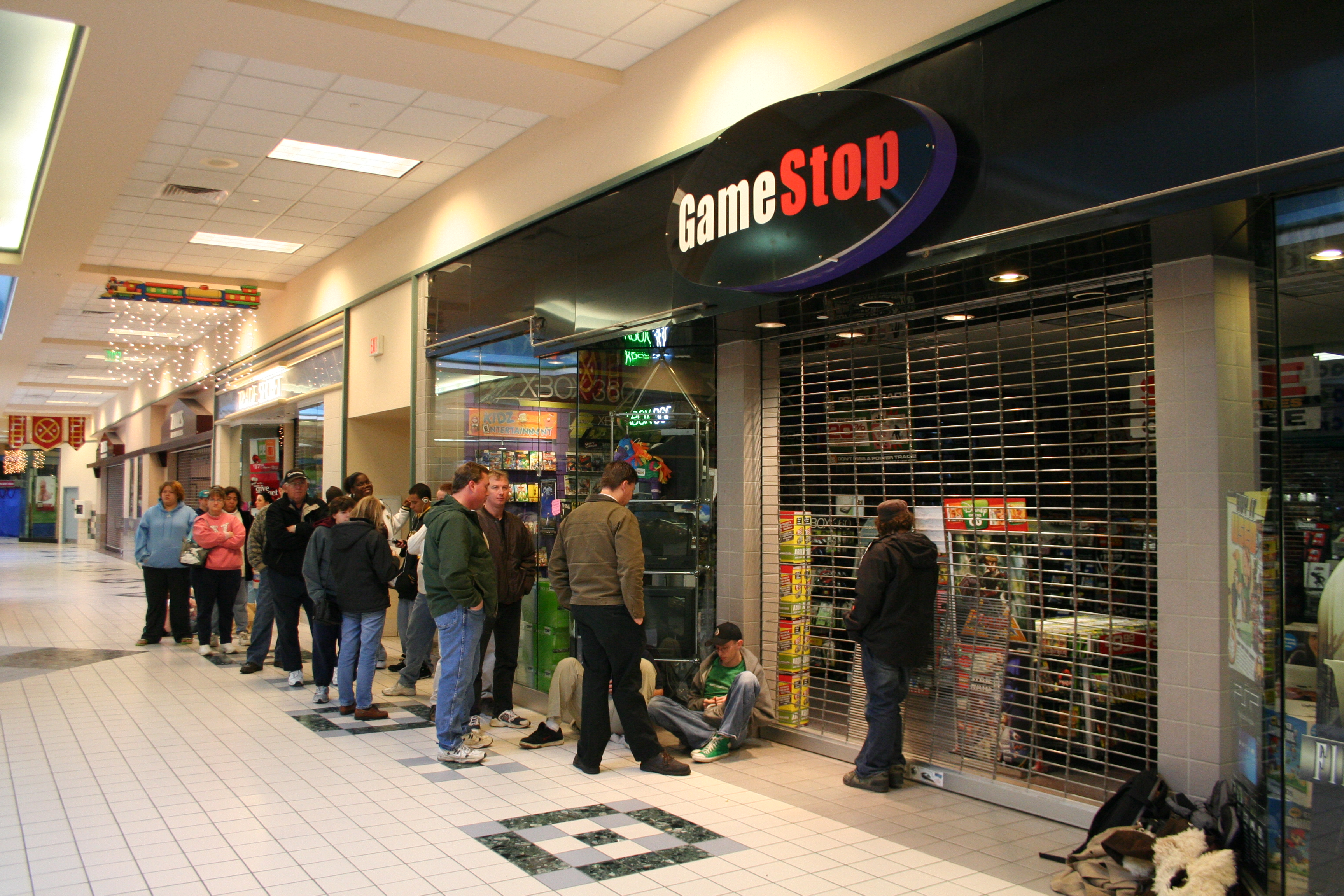
購物中心裡的GameStop

2019年9月，基斯·吉爾以"u/DeepFuckingValue"為用戶名，在Reddit的華爾街賭場子版上發布了一張顯示他在GameStop的長倉約53,000美元的交易截圖。吉爾的Reddit帖子和YouTube影片透過基本分析和技术分析論證了該股票被低估。這個頭寸包含了50,000股和500個看漲期權。在一段YouTube影片中，他強調他的論點不構成財務建議，他表示：「我在直播期間不提供個人投資建議或股票推薦。」
儘管如此，他的論點仍吸引了大量零售資金湧入GameStop。在2021年1月底估值飆升的最初幾天，成千上萬的人下載了像羅賓漢這樣的投資應用程式來"加入行動"。最終，吉爾在GameStop的投資（始於2019年6月，當時股價為每股5美元）激勵了其他發帖者和讀者進行投資。
隨後對GameStop股票（以及其他「迷因股票」，例如AMC電影院、黑莓公司和诺基亚）的投資引起了爭議；2021年遊戲驛站軋空事件導致多家对冲基金和其他機構投資者遭受重大財務困境，同時也使許多零售投資者（以及其他機構投資者）獲得了顯著的收益。根據他在Reddit上發布的截圖，截至1月27日，吉爾最初的投資價值接近4800萬美元。然而，該股票的價值持續劇烈波動；他在一天之內損失了1500萬美元，而到1月29日市場收盤時，《华尔街日报》確認他的經紀帳戶持有3300萬美元。在接受《华尔街日报》採訪時，吉爾表示他「並不是一個意圖挑戰建制派的煽動者，只是一個相信投資者可以在不受歡迎的股票中發現價值的人。」
在暫停了兩週不發布其持股情況的定期更新之後，基斯·吉爾於2021年2月19日在Reddit的華爾街賭場子版上發布了新的截圖，顯示他將所持有的GameStop股票數量增加了一倍（總數達到10萬股）。2021年4月16日，他行使了所有500個履約價為12美元的看漲期權，這些期權在當天到期，他還額外購買了5萬股，使他持有的GameStop股票總數增加到20萬股。
2024年6月3日“Roaring Kitty”（Reddit ID 为 DeepFuckingValue），时隔三年再次在Reddit平台发贴 （页面存档备份，存于），帖子展示的图片显示其拥有价值6500万美元的Gamestop股票看涨期权，执行价格为21美元，到期日为6月21日。

## 監管問題
2021年2月4日，麻薩諸塞州聯邦秘書William Galvin（威廉·加爾文）向基斯·吉爾的前雇主美國萬通保險發出函件，調查吉爾或該公司在推廣GameStop股票方面是否違反了任何規則。一週前，加爾文曾呼籲暫停GameStop證券交易30天，並堅稱股價「不合理」。吉爾於2021年2月18日在下議院金融服務委員會作證時表示：「我沒有誘導任何人為了我的利益買賣股票」，並說「我喜歡這隻股票。」2021年9月，麻薩諸塞州監管機構對美國萬通保險處以400萬美元罰款，原因是未能監管吉爾的交易和線上活動。由加爾文秘書辦公室針對美國萬通保險發出的同意令指控吉爾代表三個其他人執行了大約1,700筆交易，並似乎暗示吉爾參與了操縱GameStop股價的行為。然而，吉爾的一名律師表示，這些交易是為「三名家庭成員」執行的，而且「這些帳戶中不到5%的交易是GME（GameStop的股票代碼）」——這引發了對加爾文秘書辦公室可能有選擇性省略吉爾行為細節的猜測，以符合他在1月份所做的聲明。
2021年10月，美国证券交易委员会發布了一份45頁的報告，承認「人們可能對GameStop和其他迷因股票的前景有不同看法」，並未表示發生了任何市場操縱。

## 在流行文化中
在2023年上映的電影《笨錢效應》裡，基斯·吉爾（Keith Gill）的角色由保羅·達諾飾演。這部電影是一部圍繞遊戲驛站軋空事件的傳記劇情片。

## 外部連結
- Keith 吉爾 （页面存档备份，存于） on Reddit
- YouTube上的基斯·吉尔頻道
- 基斯·吉尔的X（前Twitter）
- 委員會聽證
  - YouTube上的Game Stopped? Who Wins and Loses When Short Sellers, Social Media, and Retail Investors Collide, US House Committee on Financial Services hearing
  -  (PDF). docs.house.gov. 2021-02-18. （原始内容存档 (PDF)于2021-03-01）.